# Aḩmadkar
Aḩmadkar (persiska: احمدكر) är en ort i Iran.   Den ligger i provinsen Kurdistan, i den nordvästra delen av landet, 400 km väster om huvudstaden Teheran. Aḩmadkar ligger 2 127 meter över havet och antalet invånare är 211.
Terrängen runt Aḩmadkar är platt åt nordost, men åt sydväst är den kuperad.Runt Aḩmadkar är det ganska glesbefolkat, med 28 invånare per kvadratkilometer. Närmaste större samhälle är Tīlkū, 14,3 km väster om Aḩmadkar. Trakten runt Aḩmadkar består i huvudsak av gräsmarker.